# Mourenx
Mourenx (prononcer [muʁɛ̃ks] ; en béarnais Morencs ou Mouréncs) est une commune française, située dans le département des Pyrénées-Atlantiques en région Nouvelle-Aquitaine.
Le gentilé est Mourenxois.

## Géographie

### Localisation
La commune de Mourenx se trouve dans le département des Pyrénées-Atlantiques, en région Nouvelle-Aquitaine.
Elle se situe à 27 km par la route de Pau, préfecture du département, bureau centralisateur du canton du Cœur de Béarn dont dépend la commune depuis 2015 pour les élections départementales
La commune est par ailleurs ville-centre du bassin de vie de Mourenx.
Les communes les plus proches sont : 
Noguères (1,3 km), Os-Marsillon (1,3 km), Pardies (2,2 km), Abidos (2,6 km), Lahourcade (2,8 km), Bésingrand (3,3 km), Artix (3,6 km), Lagor (3,9 km).
Sur le plan historique et culturel, Mourenx fait partie de la province du Béarn, qui fut également un État et qui présente une unité historique et culturelle à laquelle s’oppose une diversité frappante de paysages au relief tourmenté.

### Communes limitrophes
Les communes limitrophes sont Lagor, Lahourcade, Noguères et Os-Marsillon.
|       | Os-Marsillon |          |
| Lagor | Mourenx      | Noguères |
|       | Lahourcade   |          |

### Hydrographie

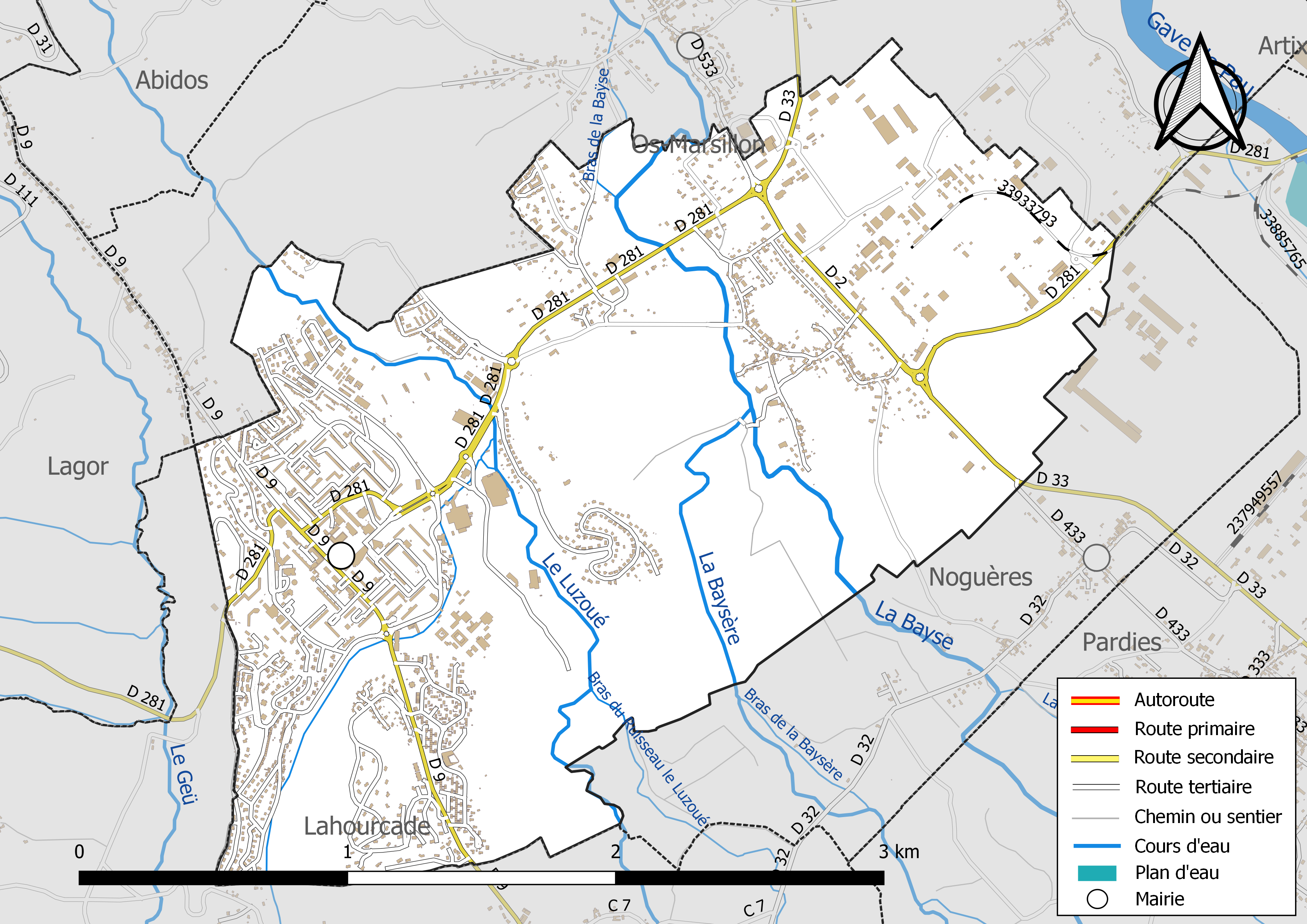
Réseaux hydrographique et routier de Mourenx.

La commune est drainée par la Baïse de Lasseube, la Baysère, le Luzoué, un bras de la Baÿse, un bras du ruisseau le Luzoué, et par divers petits cours d'eau, constituant un réseau hydrographique de 9 km de longueur totale,.
La Baïse de Lasseube, d'une longueur totale de 40,6 km, prend sa source dans la commune de Gan et s'écoule du sud-est vers le nord-ouest. Elle traverse la commune et se jette dans le gave de Pau à Abidos, après avoir traversé 14 communes.
La Baysère, d'une longueur totale de 20,4 km, prend sa source dans la commune de Monein et s'écoule du sud vers le nord. Elle traverse la commune et se jette dans la Baïse sur la commune, après avoir traversé 6 communes.
Le Luzoué, d'une longueur totale de 19,7 km, prend sa source dans la commune de Monein et s'écoule du sud vers le nord. Il traverse la commune et se jette dans le gave de Pau à Mont, après avoir traversé 9 communes.

### Climat
Pour des articles plus généraux, voir Climat de la Nouvelle-Aquitaine et Climat des Pyrénées-Atlantiques.
Historiquement, la commune est exposée à un climat de montagne.
En 2020, Météo-France publie une typologie des climats de la France métropolitaine dans laquelle la commune est toujours exposée à un climat de montagne et est dans la région climatique Pyrénées atlantiques, caractérisée par une pluviométrie élevée (>1 200 mm/an) en toutes saisons, des hivers très doux (7,5 °C en plaine) et des vents faibles.
Pour la période 1971-2000, la température annuelle moyenne est de 13,5 °C, avec une amplitude thermique annuelle de 14,2 °C. Le cumul annuel moyen de précipitations est de 1 232 mm, avec 11,9 jours de précipitations en janvier et 8,2 jours en juillet. Pour la période 1991-2020, la température moyenne annuelle observée sur la station météorologique la plus proche, située sur la commune de Monein à 7 km à vol d'oiseau, est de 14,2 °C et le cumul annuel moyen de précipitations est de 1 228,6 mm,. Pour l'avenir, les paramètres climatiques de la commune estimés pour 2050 selon différents scénarios d’émission de gaz à effet de serre sont consultables sur un site dédié publié par Météo-France en novembre 2022.

### Milieux naturels et biodiversité

#### Réseau Natura 2000
Le réseau Natura 2000 est un réseau écologique européen de sites naturels d'intérêt écologique élaboré à partir des Directives « Habitats » et « Oiseaux », constitué de zones spéciales de conservation (ZSC) et de zones de protection spéciale (ZPS).
Un site Natura 2000 a été défini sur la commune au titre de la « directive Habitats » : le « gave de Pau », d'une superficie de 8 194 ha, un vaste réseau hydrographique avec un système de saligues encore vivace,.

## Urbanisme

### Typologie
Au 1er janvier 2024, Mourenx est catégorisée petite ville, selon la nouvelle grille communale de densité à sept niveaux définie par l'Insee en 2022.
Elle appartient à l'unité urbaine de Mourenx, une agglomération intra-départementale regroupant neuf  communes, dont elle est ville-centre,,. Par ailleurs la commune fait partie de l'aire d'attraction de Mourenx, dont elle est la commune-centre,. Cette aire, qui regroupe 4 communes, est catégorisée dans les aires de moins de 50 000 habitants,.

### Occupation des sols

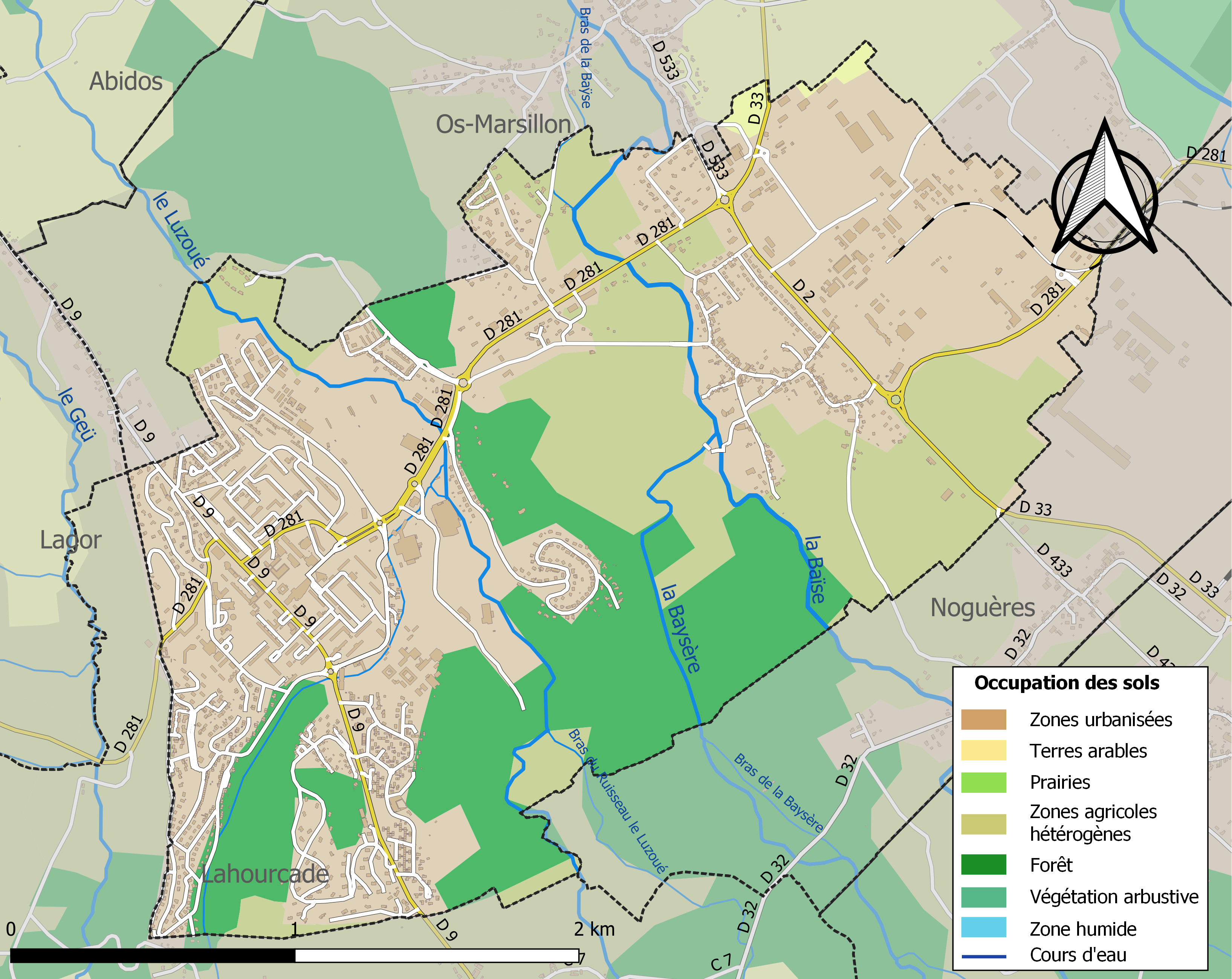
Carte des infrastructures et de l'occupation des sols de la commune en 2018 (CLC).

L'occupation des sols de la commune, telle qu'elle ressort de la base de données européenne d’occupation biophysique des sols Corine Land Cover (CLC), est marquée par l'importance des territoires artificialisés (55,4 % en 2018), en augmentation par rapport à 1990 (53,5 %). La répartition détaillée en 2018 est la suivante : 
zones urbanisées (36,7 %), zones agricoles hétérogènes (22,5 %), forêts (21,5 %), zones industrielles ou commerciales et réseaux de communication (14,6 %), espaces verts artificialisés, non agricoles (4,1 %), terres arables (0,6 %). L'évolution de l’occupation des sols de la commune et de ses infrastructures peut être observée sur les différentes représentations cartographiques du territoire : la carte de Cassini (XVIIIe siècle), la carte d'état-major (1820-1866) et les cartes ou photos aériennes de l'IGN pour la période actuelle (1950 à aujourd'hui).

### Lieux-dits et hameaux
- Les Amasses
- Coueyto
- Village
- Bois
- Hameau.

### Voies de communication et transports
La commune est desservie par les routes départementales D 9, D 33 et D 281, à proximité immédiate de la sortie 9 (Artix) de l'autoroute A64.
Mourenx est également desservie par le réseau d'autocars interurbains des Pyrénées-Atlantiques :
- Pau — Centre Hospitalier ⥋ Mourenx — Canastel

### Risques majeurs
Le territoire de la commune de Mourenx est vulnérable à différents aléas naturels : météorologiques (tempête, orage, neige, grand froid, canicule ou sécheresse), inondations et séisme (sismicité moyenne). Il est également exposé à deux risques technologiques, le transport de matières dangereuses et  le risque industriel. Un site publié par le BRGM permet d'évaluer simplement et rapidement les risques d'un bien localisé soit par son adresse soit par le numéro de sa parcelle.

#### Risques naturels
La commune fait partie du territoire à risques importants d'inondation (TRI) de Pau, regroupant 34 communes concernées par un risque de débordement du gave de Pau, un des 18 TRI qui ont été arrêtés fin 2012 sur le bassin Adour-Garonne. Les événements antérieurs à 2014 les plus significatifs sont les crues de 1800, crue la plus importante enregistrée à Orthez (H = 15,42 m au pont d'Orthez), du 23 juin 1875, exceptionnelle par son ampleur géographique, des 27 et 28 octobre 1937, la plus grosse crue enregistrée à Lourdes depuis 1875, du 3 février 1952, du 27 janvier 1972 (10,46 m à Orthez pour Q = 725 m3/s), du 28 novembre 1974, du 1er juin 1978 (3,40 m à Rieulhès pour Q = 504 m3/s) et du 19 juin 2013. Des cartes des surfaces inondables ont été établies pour trois scénarios : fréquent (crue de temps de retour de 10 ans à 30 ans), moyen (temps de retour de 100 ans à 300 ans) et extrême (temps de retour de l'ordre de 1 000 ans, qui met en défaut tout système de protection). La commune a été reconnue en état de catastrophe naturelle au titre des dommages causés par les inondations et coulées de boue survenues en 1982, 1983, 2006, 2008, 2009, 2018, 2019 et 2021,.

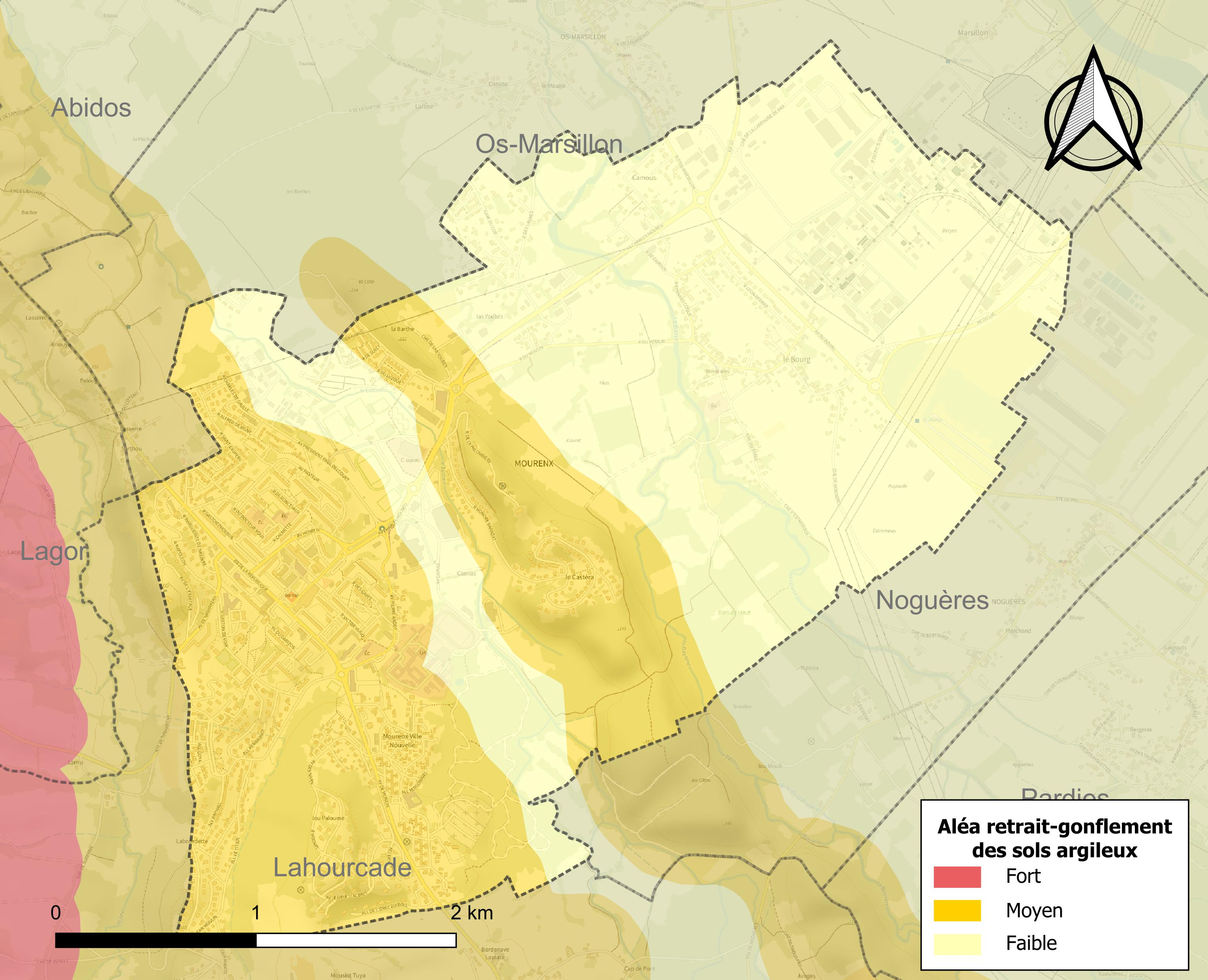
Carte des zones d'aléa retrait-gonflement des sols argileux de Mourenx.

Le retrait-gonflement des sols argileux est susceptible d'engendrer des dommages importants aux bâtiments en cas d’alternance de périodes de sécheresse et de pluie. 43,1 % de la superficie communale est en aléa moyen ou fort (59 % au niveau départemental et 48,5 % au niveau national). Depuis le 1er octobre 2020, en application de la loi ELAN, différentes contraintes s'imposent aux vendeurs, maîtres d'ouvrages ou constructeurs de biens situés dans une zone classée en aléa moyen ou fort,.

#### Risque technologique
La commune est exposée au risque industriel du fait de la présence sur son territoire de six entreprises soumises  à la directive européenne SEVESO, classées seuil haut : Société béarnaise de synthèse SA (SBS) (activités soumises à autorisation notamment pour l'emploi ou le stockage d'hydrocarbures oxygénés et de produits de toxicité aiguë), Lubrizol France SAS (pour l'emploi ou le stockage de liquides et gaz inflammables et d'hydrocarbures sulfurés), Noveal SA (pour l'emploi ou le stockage de solides inflammables, d'hydrocarbures, de colorants et pigments, de matières plastiques et de produits de toxicité aiguë), Finorga SAS (pour l'emploi ou le stockage de liquides et solides inflammables, de produits de toxicité aiguë et la fabrication de produits pharmaceutiques), Cerexagri S.A.S (pour la fabrication de produits phytosanitaires ou biocides et l'emploi ou le stockage de produits dangereux pour l'environnement aquatique), Arkema - Site de Mourenx (pour l'emploi ou le stockage de soude ou potasse caustique, d'hydrocarbures, d'acides, de liquides combustibles et de produits de toxicité aiguë).

## Toponymie et étymologie
Le toponyme Mourenx apparaît sous les formes Morengs (XIe siècle, d'après Pierre de Marca), Morenx (XIIIe siècle, fors de Béarn), Morencx (1385, censier de Béarn) et Morenx (1546, réformation de Béarn.
Selon Michel Grosclaude du village voisin de Sauvelade, le nom serait basé sur un nom très ancien désignant un relief arrondi par analogie avec lo mor / lo morre, « le museau », que l'on retrouve aussi dans Morlaàs ou Morlanne ainsi que de nombreux autres lieux.
Son nom béarnais est Morencs ou Mouréncs.
Le patronyme Moureu, célèbre dans la commune, n'a pas la même origine ; toujours selon Grosclaude, il signifierait « brun de peau ».
Les Amasses, désignant une école située sur la commune, est un toponyme mentionné en 1766 dans le terrier de Mourenx).

## Histoire

### Le bourg
Mourenx existe depuis le XIIe siècle[réf. nécessaire].
Paul Raymond note que la commune comptait une abbaye laïque, vassale de la vicomté de Béarn.
En 1385, on y comptait 27 feux, la paroisse dépendant du bailliage de Lagor et Pardies. La seigneurie de Mourenx dépendait des marquis de Gassion.

### La ville nouvelle
En 1949, afin d’exploiter un gisement de gaz et de pétrole, de premiers forages sont effectués à Lacq. En 1956, on décide d’implanter un grand complexe industriel. Le bassin de Lacq doit alors faire face à l’arrivée de milliers d’ouvriers. L’implantation de nouveaux logements dans les villages du bassin de Lacq ne suffit plus pour accueillir les milliers d’immigrants venus en Béarn pour travailler sur le complexe. La ville nouvelle de Mourenx surgit alors de terre et accueille bientôt 10 000 habitants là où il n’y avait que des marécages dix ans auparavant. Elle est la première ville nouvelle créée en France.
Les architectes de Mourenx, René André Coulon, Jean-Benjamin Maneval et Philippe Douillet, vont suivre les principes d’urbanisation des villes nouvelles anglaises en adoptant le modèle de « l’unité de voisinage ». Chaque îlot, marqué par sa propre tour, est refermé en partie sur lui-même pour former une sorte de cour-jardin autour de laquelle les bâtiments se disposent ». Chaque unité possède ses espaces publics, ses commerces, son école, etc. L’ensemble de la « Ville nouvelle »  s’organise autour d’une grande place centrale et de deux axes perpendiculaires. Selon Éric Lapierre, architecte et historien, Mourenx « est d’un intérêt capital pour l’histoire de l’urbanisme français de cette époque ».
Plus de 3 000 logements ont ainsi été bâtis entre 1957 et 1961. Du centre vers la périphérie, on trouve trois types d’habitations : des barres (immeubles de quatre étages) et tours (généralement de 12 étages), des logements individuels (maisons accolées) et des grands pavillons (maisons d’ingénieurs).

## Politique et administration
Mourenx-Ville-Nouvelle est créée en 1958 pour loger le personnel de la zone industrielle de Lacq.

### Intercommunalité
La ville est en 1974  cofondatrice du « District de la zone de Lacq », avec 16 autres communes. Cette structure se transforme en communauté de communes, un établissement public de coopération intercommunale (EPCI) à fiscalité propre, le 15 juin 2000 qui prend la dénomination de communauté de communes de Lacq.
Celle-ci fusionne avec sa voisine pour former, le 1er janvier 2014, la communauté de communes de Lacq-Orthez, dont Mourenx est le siège.
Mourenx fait également partie  en 2020 des structures intercommunales suivantes :
- le syndicat d'énergie des Pyrénées-Atlantiques ;
- le syndicat mixte d'eau et d'assainissement Gave et Baïse ;
- le syndicat mixte pour le traitement des boues.
- l'Agence publique de gestion locale

### Tendances politiques et résultats
Lors du premier tour élections municipales de 2020 dans les Pyrénées-Atlantiques, la liste DVG  menée par le maire sortant remporte la majorité absolue des suffrages exprimés avec 1 413 voix (50,30 %), devançant de 17 voix la liste PS de son prédécesseur, David Habib, qui a obtenu 1 396 voix, soit 49,70 %, lors d'un scrutin marqué par 48,83 % d'abstention.

### Liste des maires
| Période                                  | Période   | Identité        | Étiquette   | Qualité |
| ---------------------------------------- | --------- | --------------- | ----------- | --- |
| Les données manquantes sont à compléter. |           |                 |             | |
| mars 1959                                | mars 1977 | Louis Blazy     |             | Retraité de l'enseignement |
| mars 1977                                | juin 1995 | André Cazetien  | PCF         | Retraité de l'enseignement |
| juin 1995                                | mars 2014 | David Habib     | PS          | Cadre d'entreprise Conseiller général de Lagor (1992 → 2002) Député des Pyrénées-Atlantiques (3e circ.) (2002 → ) Président de la CC de Lacq (2002 → 2013) Président de la CC de Lacq-Orthez (2014 → 2014)                                                   |
| mars 2014                                | En cours  | Patrice Laurent | PS puis DVG | Technicien en recherche et développement Conseiller régional d'Aquitaine (2010 → 2015) Conseiller régional de Nouvelle-Aquitaine (2015 → 2021) Vice-président (2014 → 2020) puis président (2020 → ) de la CC de Lacq-Orthez Réélu pour le mandat 2020-2026, |

### Jumelages
- Montcada i Reixac (Espagne) depuis 1989[50].
- Pedrola (Espagne) depuis 2008[51].

### Distinctions et labels
Dans son palmarès 2023, le Conseil national de villes et villages fleuris de France a attribué trois fleurs à la commune.

## Population et société

### Démographie
L'évolution du nombre d'habitants est connue à travers les recensements de la population effectués dans la commune depuis 1793. Pour les communes de moins de 10 000 habitants, une enquête de recensement portant sur toute la population est réalisée tous les cinq ans, les populations de référence des années intermédiaires étant quant à elles estimées par interpolation ou extrapolation. Pour la commune, le premier recensement exhaustif entrant dans le cadre du nouveau dispositif a été réalisé en 2005.

En 2022, la commune comptait 5 744 habitants, en évolution de −11,45 % par rapport à 2016 (Pyrénées-Atlantiques : +3,78 %, France hors Mayotte : +2,11 %).
| 1793 | 1800 | 1806 | 1821 | 1831 | 1836 | 1841 | 1846 | 1851 |
| ---- | ---- | ---- | ---- | ---- | ---- | ---- | ---- | ---- |
| 339  | 326  | 280  | 414  | 383  | 405  | 407  | 410  | 361  |

| 1856 | 1861 | 1866 | 1872 | 1876 | 1881 | 1886 | 1891 | 1896 |
| ---- | ---- | ---- | ---- | ---- | ---- | ---- | ---- | ---- |
| 369  | 345  | 364  | 370  | 354  | 362  | 346  | 310  | 309  |

| 1901 | 1906 | 1911 | 1921 | 1926 | 1931 | 1936 | 1946 | 1954 |
| ---- | ---- | ---- | ---- | ---- | ---- | ---- | ---- | ---- |
| 311  | 319  | 305  | 280  | 263  | 270  | 270  | 215  | 218  |

| 1962  | 1968   | 1975  | 1982  | 1990  | 1999  | 2005  | 2006  | 2010  |
| ----- | ------ | ----- | ----- | ----- | ----- | ----- | ----- | ----- |
| 8 660 | 10 734 | 9 469 | 9 036 | 7 460 | 7 576 | 7 618 | 7 550 | 7 068 |

| 2015  | 2020  | 2022  | - | - | - | - | - | - |
| ----- | ----- | ----- | - | - | - | - | - | - |
| 6 536 | 5 903 | 5 744 | - | - | - | - | - | - |

Le bond démographique constaté entre 1954 et 1962 (38 fois plus d'habitants) s'explique par la construction de la ville nouvelle et de ses 3 000 logements entre 1957 et 1961, pour faire face à l'exploitation du gaz de Lacq.

### Éducation
La commune dispose de trois écoles élémentaires et de trois écoles maternelles (écoles Victor Hugo (élémentaire uniquement), Charles de Bordeu, Pauline Kergomard (maternelle uniquement) et Charles Moureu (au bourg)), d'un collège et lycée (collège et lycée Albert-Camus), d'une section d'enseignement général et professionnel adapté (SEGPA au collège Pierre-Bourdieu) et d'un lycée professionnel (lycée Pierre-et-Marie-Curie).

### Sport et équipements sportifs
- Mourenx Basket Club, devenu depuis 2008 section féminine de l'Élan béarnais Pau-Lacq-Orthez (EBPLO).
- C'est dans le bassin olympique de la piscine de Mourenx que Claude Mandonnaud obtint son record d'Europe de 200 mètres, nage libre, en 2 min 15 s 5 le 13 août 1966.

## Économie
La commune fait partie de la zone d'appellation d'origine contrôlée (AOC) du Béarn et de celle de l'Ossau-iraty.
Mourenx accueille une usine Sanofi, fabriquant notamment la Dépakine, un médicament utilisé contre l'épilepsie.
En raison de ces nombreuses activités chimiques, Mourenx fait l'objet d'un plan de prévention des risques technologiques, lié aux activités chimiques installées sur la commune, tout comme les villes de Bésingrand, Os-Marsillon,Abidos, Noguères, Pardies et Artix.
D'après un article de Mediapart daté du 8 juillet 2018, les rejets de bromopropane (cancérigène) des cheminées de cette usine Sanofi atteignent 190 000 fois la limite autorisée par arrêté préfectoral. D'autres composés organiques volatils dangereux sont également rejetés en fort excès.
Le 9 juillet, Sanofi a annoncé la fermeture de l'usine, en raison des rejets anormaux de bromopropane constatés, à la suite d'un dépôt de plainte de l'association France Nature Environnement,.

## Culture locale et patrimoine

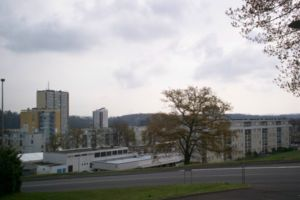
Mourenx-Ville-Nouvelle.

### Patrimoine civil
Le MI[X] (Maison Intercommunale des Cultures et des Sciences) est un centre culturel ouvert en février 2016. Il est composé d'une médiathèque, une cyberbase, un cinéma, une salle d'exposition, une galerie d'art contemporain, un centre de cultures scientifiques, techniques et industrielles, un musée d'art modeste, une compagnie de théâtre et un restaurant.
La galerie d'art de Mourenx a accueilli des peintres, sculpteurs et photographes tels que Jean-Michel Othoniel, Roland Castro et Donnadieu Rémy.

### Patrimoine religieux
L'église Sainte-Madeleine située au bourg date des XVIIe et XVIIIe siècles. Elle recèle une croix de procession classée au titre d'objet aux monuments historiques.
La mosquée Badr, inaugurée le 23 octobre 2003.

### Personnalités liées à la commune

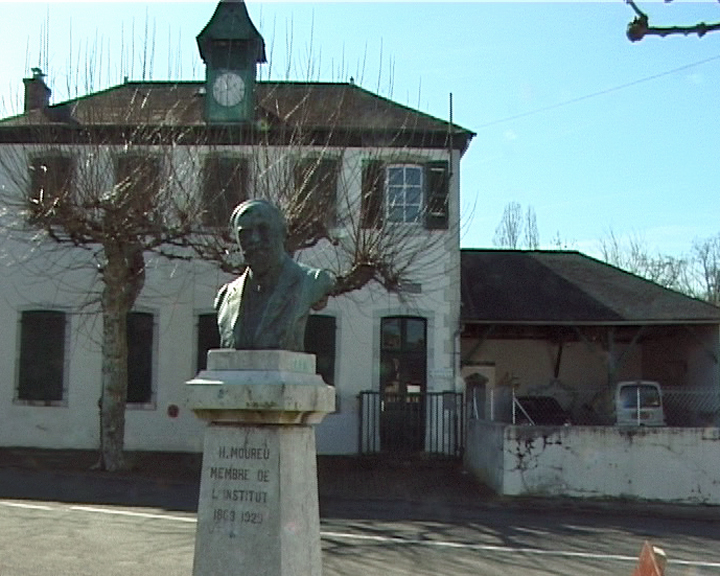
L’école sur la place du village à Mourenx-bourg, en face de la maison natale de Charles Moureu.

#### Nées auXIXesiècle
- Charles Moureu, né en 1862 à Mourenx et décédé en 1929 à Biarritz, est un savant chimiste principalement connu pour la découverte du phénomène d'autoxydation et des antioxygènes. Membre de l’Institut et de l’Académie nationale de médecine, et professeur au Collège de France, il a notamment écrit : Notions fondamentales de la chimie organique.

#### Nées auXXesiècle
- René Vidal, né en 1946 à Biars-sur-Cère, est un peintre français installé à Mourenx depuis 1978.
- Nicolas Rey-Bèthbéder, né en 1970 à Mourenx, est un lexicographe et écrivain de langue occitane.

### Héraldique
| Blason | Blasonnement : Parti : au 1er de gueules à deux têtes de vaches contournées d’argent, au 2e de sable à, l’immeuble d’argent à la flamme de gueules et à, la roue de moulin d’argent, en pointe, brochant sur l’immeuble. Commentaires : La vache d'or représente le Béarn, la vache de sable "l'or noir" de Lacq ou plus exactement son gaz naturel, la roue dentée l'industrie, la tour (la plus grande de la ville) dite tour des célibataires et la flamme évoque les torchères qui brûlent jour et nuit. |